# Llosa del Cortal dels Polls
La Llosa del Cortal dels Polls est dolmen situé à Arboussols, dans le département français des Pyrénées-Orientales.

## Historique
Le dolmen a été découvert au cours du XXe siècle.

## Description
Jean Abélanet qualifie l'édifice de « semi-dolmen » car il a été construit en réutilisant un affleurement naturel constitué, côté ouest, par un grand rocher qui se délite en dalles verticales et côté est par deux autres blocs disposés en parallèle. Seule la dalle de chevet, au nord, semble avoir été dressée intentionnellement. L'ensemble délimite une chambre de petite dimension d'environ 1,50 m2  avec une ouverture orientée au sud-est. La table de couverture est une belle dalle de granite prélevée sur place, de forme trapézoïdale (2,80 m dans sa plus grande longueur sur 2,70 m de largeur maximale et 0,60 m d'épaisseur), qui est sans doute à l'origine du nom du monument (Llosa signifiant « dalle » en occitan). Le tumulus se confond avec le chaos naturel environnant, mais devant l'entrée, une terrasse semble avoir été aménagée avec des blocs disposés pour constituer deux gradins.